# Poilley (Ille-et-Vilaine)
Poilley é uma comuna francesa na região administrativa da Bretanha, no departamento de Ille-et-Vilaine. Estende-se por uma área de 10,78 km². Em 2010 a comuna tinha 378 habitantes (densidade: 35,1 hab./km²).